# Isophelliidae
Famille
Les Isophelliidae sont une famille d'anémones de mer (ordre des Actiniaria).

## Systématique
Selon WoRMS ce taxon est invalide et il lui préfère celui des Andvakiidae Danielssen, 1890. 

## Liste des genres
Selon World Register of Marine Species (7 octobre 2015) :
- genre Epiphellia Carlgren, 1949 -- 6 espèces
- genre Euphellia Pax, 1908 -- 1 espèce
- genre Gymnophellia -- 1 espèce
- genre Isophellia Carlgren, 1900 -- 4 espèces
- genre Litophellia Carlgren, 1938 -- 1 espèce
- genre Telmatactis Gravier, 1916 -- 30 espèces